# 中山ひなの
中山 ひなの（なかやま ひなの、2004年〈平成16年〉10月29日 - ）は、日本の女優。LDH JAPAN所属。佐賀県東松浦郡玄海町出身。

## 来歴・人物
2018年に監督脚本家の両沢和幸が総合監修する二人芝居劇場のオムニバス舞台「迷子の二人」で主演を務め女優デビューする。その後、佐賀県から拠点を福岡へ移しCMや短編映画などで活動中。
2023年2月にJOKER Entertainmentから拠点を東京に移し、株式会社FOR YOU ヘ移籍。また、2024年9月30日付で、LDH JAPANへの所属が公表された。

## 出演

### 映画
- 6人ぼっち（2025年5月2日、宗綱弟監督） - 山田ちえ 役[4]

### 短編映画
- 暮古月の微笑み（2020年、山城彩香監督） - 主演・井上菜緒 役[5]
- あめとひなた（2021年、江口寛武監督） - 主演・伊藤雨音 役[6]

### テレビドラマ
- 福岡恋愛白書17「おはようマドンナ」 （2022年3月18日、KBC九州朝日放送） - 松尾あかり 役[7]
- さっちゃん、僕は。（2024年6月11日 - 9月3日、TBS） - ヒロイン・小山内早智 役[8]
- ギークス〜警察署の変人たち〜 第7話（2024年8月22日、フジテレビ） - 加納ミサ 役[9]
- しあわせは食べて寝て待て（2025年4月1日 - 5月27日、NHK総合） - 目白弓 役[10]

### 配信ドラマ
- 龍が如く〜Beyond the Game〜（2024年10月25日 - 、Amazon Prime Video） - 錦山ミホ 役[11]

### 舞台
- 二人芝居劇場「迷子のふたり」（2018年9月、両沢和幸監督） - 主演・ゆかり 役[12]

### PV
- イオン九州 「50周年PV」

### MV
- 上北健 『待人』MV  (2020)[13]
- 空白ごっこ『ゴウスト』MV メインキャスト